# تجريم الذات
تجريم الذات (بالإنجليزية: Self-incrimination)‏، هو فعل تعريض النفس بشكل عام، من خلال الإدلاء ببيان، «لاتهام أو تهمة بارتكاب جريمة؛ لإشراك نفسه، أو شخص آخر في محاكمة جنائية أو لخطرها».
يمكن أن يحدث «تجريم الذات» بشكل مباشر أو غير مباشر: مباشرة، عن طريق الاستجواب حيث يتم الكشف عن معلومات ذات طبيعة تجرم الذات؛ أو بشكل غير مباشر، عندما يتم الكشف عن معلومات ذات طبيعة تجرم الذات طواعية دون ضغط من شخص آخر.
في العديد من الأنظمة القانونية، لا يمكن إجبار المجرمين المتهمين على تجريم أنفسهم- فقد يختارون التحدث إلى الشرطة أو سلطات أخرى، لكن لا يمكن معاقبتهم لرفضهم القيام بذلك.
هناك 108 دولة، وسلطة قضائية تصدر حاليًا تحذيرات قانونية للمشتبه بهم، والتي تشمل الحق في التزام الصمت، والحق في الاستعانة بمحام.
هذه القوانين ليست موحدة في جميع أنحاء العالم. ومع ذلك، فقد طور أعضاء الاتحاد الأوروبي، قوانينهم حول دليل الاتحاد الأوروبي.